# Rawlins County
Rawlins County is een county in de Amerikaanse staat Kansas.
De county heeft een landoppervlakte van 2.770 km² en telt 2.966 inwoners (volkstelling 2000). De hoofdplaats is Atwood.

## Bevolkingsontwikkeling

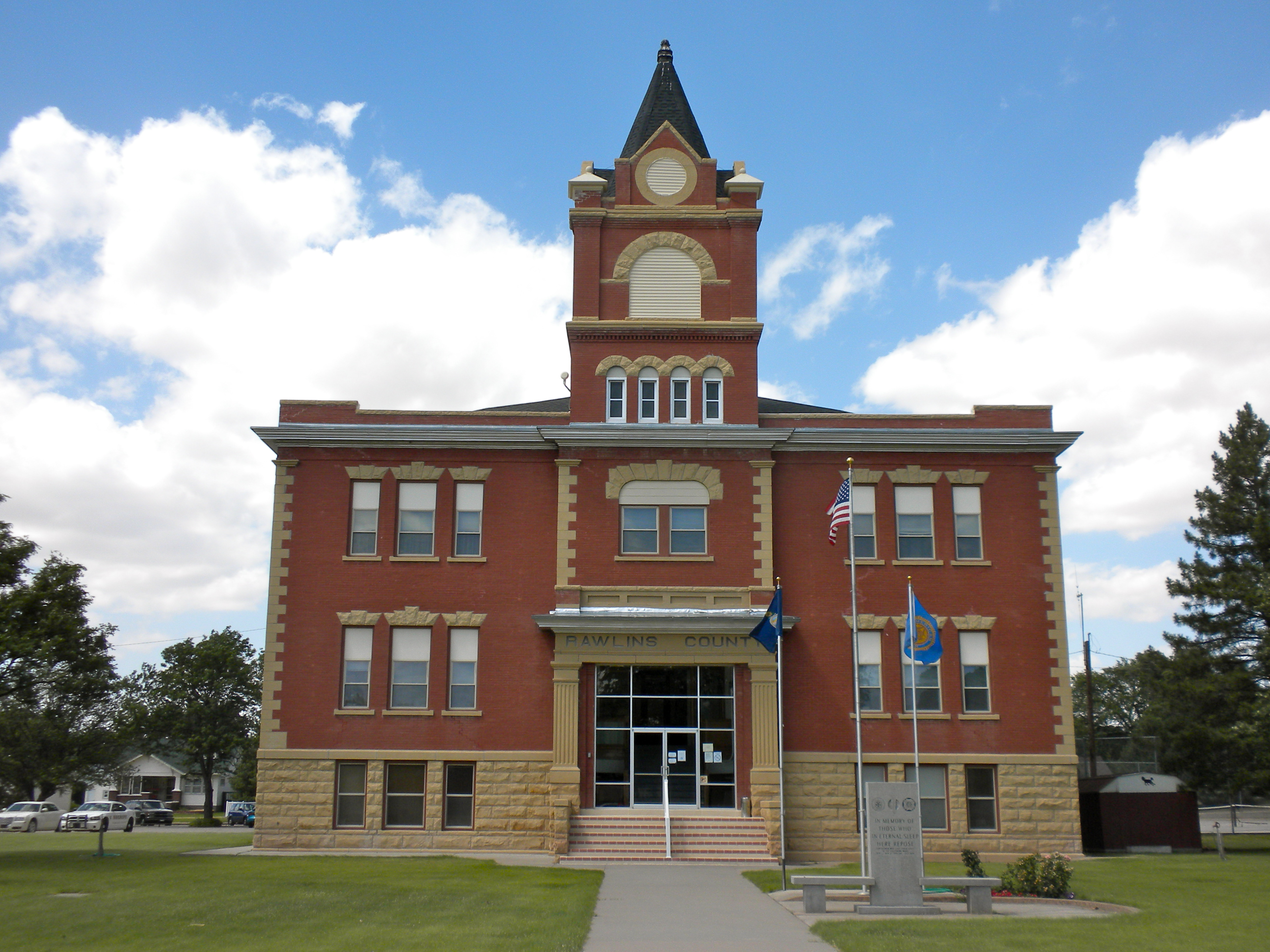
Rawlins County Courthouse